# Allison Beveridge
Allison Beveridge (Calgary, 1 juni 1993) is een Canadees voormalig wielrenster die zowel op de baan als op de weg actief is geweest.

## Carrière
Na de spelen van 2012 kwam de 19-jarige Beveridge in de Canadese baanselectie voor de volgende Olympische Zomerspelen. Dit met het oog op de ploegenachtervolging van de Olympische spelen van 2016. Op het WK baanwielrennen van 2014 behaalde ze samen met Laura Brown, Jasmin Glaesser en Stephanie Roorda een zilveren medaille. Een jaar later waren ze goed voor brons, ditmaal zonder Brown maar met Kirsti Lay. Het WK van begin 2016 werd gezien als de grootte test. Met de samenstelling Beveridge, Jasmin Glaesser, Kirsti Lay en Georgia Simmerling snelde het viertal naar zilver. Op de Olympische Spelen die volgden werd brons gehaald op het onderdeel ploegenachtervolging.
In augustus 2021 nam ze namens Canada deel aan de Olympische Spelen in Tokio; in de Velodroom van Izu werd ze negende op het onderdeel omnium. Bij de ploegenachtervolging werd ze vierde samen met Ariane Bonhomme, Annie Foreman-Mackey en Georgia Simmerling.
Op de weg reed Beveridge tussen 2017 en 2020 bij de wielerploeg Rally UHC Women. In 2017 werd ze Canadees kampioen op de weg bij de elite.

## Palmares

### Baanwielrennen
| Jaar | CK                                                             | PK                                                 | WK                                 | Overig                                                                           |
| ---- | -------------------------------------------------------------- | -------------------------------------------------- | ---------------------------------- | -------------------------------------------------------------------------------- |
| 2012 |                                                                | ploegenachtervolging · 9e keirin                   |                                    |                                                                                  |
| 2013 | omnium                                                         | 7e omnium                                          |                                    | WB Guadalajara: ploegenachtervolging                                             |
| 2014 | omnium · achtervolging · tijdrit 500m                          |                                                    | ploegenachtervolging               |                                                                                  |
| 2015 |                                                                | ploegenachtervolging · scratch                     | ploegenachtervolging · scratch     | WB Cali: · ploegenachtervolging · Pan-Amerikaanse Spelen: · ploegenachtervolging |
| 2016 |                                                                |                                                    | ploegenachtervolging · 4e omnium   | Olympische Spelen: · ploegenachtervolging · 11e omnium                           |
| 2017 | koppelkoers · omnium · puntenkoers · tijdrit 500m · 6e scratch | koppelkoers · scratch · 4e omnium · 5e puntenkoers |                                    |                                                                                  |
| 2018 | koppelkoers · achtervolging                                    | koppelkoers · 4e omnium                            | 4e ploegenachtervolging 20e omnium | Gemenebestspelen: · ploegenachtervolging · 7e scratch                            |
| 2019 | 4e achtervolging 7e 500m tijdrit                               | ploegenachtervolging                               | 4e ploegenachtervolging 8e omnium  |                                                                                  |
| 2020 |                                                                |                                                    | 4e ploegenachtervolging            |                                                                                  |
| 2021 |                                                                |                                                    |                                    | Olympische Spelen: 4e ploegenachtervolging 9e omnium                             |

### Wegwielrennen
2017
 Canadees kampioen op de weg, elite

## Ploegen
- 2017 –  Rally Cycling Women
- 2018 –  Rally Cycling Women
- 2019 –  Rally UHC Women
- 2020 –  Rally Cycling Women